# メディア・バーン・ライブ
『メディア・バーン・ライブ』（Media Bahn Live）は、日本の作曲家である坂本龍一の1枚目のライヴ・アルバム。
1986年9月21日にMIDIのSCHOOLレーベルからリリースされた。
本作は、1986年に国内で行われた坂本のコンサートツアー『MediaBahn 坂本龍一JAPAN TOUR』（メディア・バーン・さかもとりゅういちジャパンツアー）のファイナルである、1986年6月17日から18日に行われた渋谷公会堂公演の模様を収録している。

## 概要
この公演は、アルバム『未来派野郎』を引っさげたコンサートツアーで、リリース日当日である1986年4月21日に大阪厚生年金会館を皮切りに、国内を中心に6月18日の渋谷公会堂まで計28公演が行われた。
当時の坂本は、YMOでの「コンピュータとの同期による機械的な演奏」というイメージがまだ強く、この公演ではそのイメージを覆すべく、コンピュータを排除し、すべて人間による演奏に支えられている。そのため、『未来派野郎』ではコンピュータにより演奏されていた複雑なシーケンスパターンでさえ、一部簡略化してサポート・キーボーディストが手弾きで演奏している。このツアーではヤマハの協力を得て、世界で初めてMIDIピアノが使用され、初めてのライブ使用のため常に2台を携行して望んだが、一度も壊れたりトラブルを起こしたことが無かったが、プログラムチェンジをするボタンの位置の関係で、演奏中ボタンに指が当たってしまい、他の接続楽器のプログラムが変わる等のトラブルが起きる可能性がリハーサルの段階で分ったことから、MIDIピアノの機能としてはかなり制限をかけて使用された。
パーカッション担当のデヴィッド・ヴァン・ティーゲムは、坂本所有のフェアライトCMIをこのツアーに携行使用して、レコード音源の再現をライブで試み、フェアライトでカバーできなかったサンプル音源は、AKAIのサンプラーであるS-612を5台でサポートした。

## バンドメンバー
- RYUICHI SAKAMOTO : Keyboards and Vocal
- DAVID VAN TIEGHEM : Percussion
- ROBBY KILGORE : Synthesizers
- BERNARD DAVIS[注釈 1] : Drums
- RONNIE DRAYTON : Guitar
- RAY OHARA : Bass
- BERNARD FOWLER : Vocal
- LYNN MABRY : Vocal
- KYSIA BOSTIC : Vocal

## セットリスト
1. Milan,1909
2. Variety Show
3. Broadway Boogie Woogie
4. G.T.
5. Ballet Mécanique
6. Steppin' into Asia
7. Tibetan Dance
8. 大航海 (Verso lo schermo)
9. Instrumental (Percussion improvisation)
10. Gymnopedies
11. Die Nachtigall
12. ゴリラがバナナをくれる日
13. A Tribute to N.J.P
14. Dear Liz
15. Thatness and Thereness
16. Merry Christmas Mr. Lawrence
17. Behind the Mask
18. Sleep on My Baby
19. Field Work
20. Thousand Knives
21. Ongaku
22. 黄土高原
23. Etude
24. Self Portrait
25. Parolibre

## スケジュール
| 日付          | 都市   | 会場                   |
| ------------- | ------ | ---------------------- |
| 1986年4月21日 | 大阪   | 大阪厚生年金会館       |
| 1986年4月22日 | 大阪   | 大阪厚生年金会館       |
| 1986年4月23日 | 京都   | 京都会館               |
| 1986年4月25日 | 神戸   | 神戸文化ホール         |
| 1986年4月29日 | 東京   | 渋谷公会堂             |
| 1986年4月30日 | 東京   | 渋谷公会堂             |
| 1986年5月7日  | 静岡   | 静岡市民文化会館       |
| 1986年5月8日  | 名古屋 | 名古屋市民会館         |
| 1986年5月10日 | 千葉   | 千葉県文化会館         |
| 1986年5月12日 | 宇都宮 | 宇都宮市文化会館       |
| 1986年5月14日 | 高松   | 高松市民会館           |
| 1986年5月15日 | 高知   | 高知県立県民文化ホール |
| 1986年5月16日 | 松山   | 愛媛県県民文化会館     |
| 1986年5月17日 | 広島   | 広島郵便貯金会館       |
| 1986年5月19日 | 福岡   | 福岡サンパレス         |
| 1986年5月20日 | 長崎   | 長崎市公会堂           |
| 1986年5月21日 | 熊本   | 熊本市民会館           |
| 1986年5月23日 | 鹿児島 | 鹿児島市民文化ホール   |
| 1986年5月26日 | 金沢   | 金沢市観光会館         |
| 1986年5月28日 | 新潟   | 新潟県民会館           |
| 1986年5月29日 | 長野   | 長野県県民文化会館     |
| 1986年6月4日  | 横浜   | 神奈川県立県民ホール   |
| 1986年6月8日  | 郡山   | 郡山市民文化センター   |
| 1986年6月9日  | 仙台   | 宮城県民会館           |
| 1986年6月11日 | 札幌   | 北海道厚生年金会館     |
| 1986年6月13日 | 盛岡   | 岩手県民会館           |
| 1986年6月17日 | 東京   | 渋谷公会堂             |
| 1986年6月18日 | 東京   | 渋谷公会堂             |

## アルバム

### リリース
1986年9月21日にMIDIのSCHOOLレーベルからからLPレコードとCT、CDの3形態でリリースされた。曲順は、3形態共に異なっている。
1993年9月21日にCDのみ再リリースされた。

### LPレコード
| #         | タイトル               | 作詞                        | 作曲      | 時間  |
| --------- | ---------------------- | --------------------------- | --------- | ----- |
| 1.        | 「G.T.」               | ピーター・バラカン 矢野顕子 | 坂本龍一  | 4:08  |
| 2.        | 「BALLET MECANIQUE」   | 矢野顕子 ピーター・バラカン | 坂本龍一  | 5:32  |
| 3.        | 「STEPPIN' INTO ASIA」 | 矢野顕子（英語詞）          | 坂本龍一  | 5:35  |
| 4.        | 「SLEEP ON MY BABY」   | 矢野顕子                    | 矢野顕子  | 5:54  |
| 合計時間: | 合計時間:              | 合計時間:                   | 合計時間: | 21:09 |

| #         | タイトル            | 作詞                                           | 作曲                                           | 時間  |
| --------- | ------------------- | ---------------------------------------------- | ---------------------------------------------- | ----- |
| 1.        | 「BEHIND THE MASK」 | マイケル・ジャクソン 坂本龍一 クリス・モズデル | マイケル・ジャクソン 坂本龍一 クリス・モズデル | 4:13  |
| 2.        | 「FIELD WORK」      | 坂本龍一 トーマス・ドルビー                    | 坂本龍一 トーマス・ドルビー                    | 4:23  |
| 3.        | 「ONGAKU」          | 坂本龍一                                       | 坂本龍一                                       | 4:21  |
| 4.        | 「黄土高原」        |                                                | 坂本龍一                                       | 5:16  |
| 5.        | 「SELF PORTRAIT」   |                                                | 坂本龍一                                       | 4:29  |
| 合計時間: | 合計時間:           | 合計時間:                                      | 合計時間:                                      | 22:42 |

| #         | タイトル                         | 作詞      | 作曲             | 時間  |
| --------- | -------------------------------- | --------- | ---------------- | ----- |
| 1.        | 「GYMNOPEDIES」                  |           | エリック・サティ | 2:49  |
| 2.        | 「ゴリラがバナナをくれる日」     |           | 坂本龍一         | 1:28  |
| 3.        | 「A TRIBUTE TO N.J.P.」          |           | 坂本龍一         | 2:25  |
| 4.        | 「DEAR LIZ」                     |           | 坂本龍一         | 3:54  |
| 5.        | 「THATNESS AND THERENESS」       | 後藤美孝  | 坂本龍一         | 3:45  |
| 6.        | 「MERRY CHRISTMAS MR. LAWRENCE」 |           | 坂本龍一         | 4:20  |
| 合計時間: | 合計時間:                        | 合計時間: | 合計時間:        | 18:41 |

| #         | タイトル             | 作詞      | 作曲     | 時間 |
| --------- | -------------------- | --------- | -------- | ---- |
| 1.        | 「EX-JAZZ」          |           | 坂本龍一 | 2:09 |
| 2.        | 「PAROLIBRE〜ETUDE」 |           | 坂本龍一 | 7:17 |
| 合計時間: | 合計時間:            | 合計時間: | 9:26     |      |

### CT
| #         | タイトル               | 作詞                                           | 作曲                                           | 時間  |
| --------- | ---------------------- | ---------------------------------------------- | ---------------------------------------------- | ----- |
| 1.        | 「G.T.」               | ピーター・バラカン 矢野顕子                    | 坂本龍一                                       | 4:08  |
| 2.        | 「BALLET MECANIQUE」   | 矢野顕子 ピーター・バラカン                    | 坂本龍一                                       | 5:32  |
| 3.        | 「STEPPIN' INTO ASIA」 | 矢野顕子（英語詞）                             | 坂本龍一                                       | 5:35  |
| 4.        | 「SLEEP ON MY BABY」   | 矢野顕子                                       | 矢野顕子                                       | 5:54  |
| 5.        | 「BEHIND THE MASK」    | マイケル・ジャクソン 坂本龍一 クリス・モズデル | マイケル・ジャクソン 坂本龍一 クリス・モズデル | 4:13  |
| 6.        | 「FIELD WORK」         | 坂本龍一 トーマス・ドルビー                    | 坂本龍一 トーマス・ドルビー                    | 4:23  |
| 7.        | 「ONGAKU」             | 坂本龍一                                       | 坂本龍一                                       | 4:21  |
| 8.        | 「黄土高原」           |                                                | 坂本龍一                                       | 5:16  |
| 合計時間: | 合計時間:              | 合計時間:                                      | 合計時間:                                      | 39:22 |

| #         | タイトル                         | 作詞      | 作曲             | 時間  |
| --------- | -------------------------------- | --------- | ---------------- | ----- |
| 1.        | 「GYMNOPEDIES」                  |           | エリック・サティ | 2:49  |
| 2.        | 「ゴリラがバナナをくれる日」     |           | 坂本龍一         | 1:28  |
| 3.        | 「A TRIBUTE TO N.J.P.」          |           | 坂本龍一         | 2:25  |
| 4.        | 「DEAR LIZ」                     |           | 坂本龍一         | 3:54  |
| 5.        | 「THATNESS AND THERENESS」       | 後藤美孝  | 坂本龍一         | 3:45  |
| 6.        | 「MERRY CHRISTMAS MR. LAWRENCE」 |           | 坂本龍一         | 4:20  |
| 7.        | 「EX-JAZZ」                      |           | 坂本龍一         | 2:09  |
| 8.        | 「SELF PORTRAIT」                |           | 坂本龍一         | 4:29  |
| 9.        | 「PAROLIBRE〜ETUDE」             |           | 坂本龍一         | 7:17  |
| 合計時間: | 合計時間:                        | 合計時間: | 合計時間:        | 32:36 |

### CD
| #         | タイトル                         | 作詞                                           | 作曲                                           | 時間  |
| --------- | -------------------------------- | ---------------------------------------------- | ---------------------------------------------- | ----- |
| 1.        | 「G.T.」                         | ピーター・バラカン 矢野顕子                    | 坂本龍一                                       | 4:08  |
| 2.        | 「BALLET MECANIQUE」             | 矢野顕子 ピーター・バラカン                    | 坂本龍一                                       | 5:32  |
| 3.        | 「STEPPIN' INTO ASIA」           | 矢野顕子（英語詞）                             | 坂本龍一                                       | 5:35  |
| 4.        | 「SLEEP ON MY BABY」             | 矢野顕子                                       | 矢野顕子                                       | 5:54  |
| 5.        | 「GYMNOPEDIES」                  |                                                | エリック・サティ                               | 2:49  |
| 6.        | 「ゴリラがバナナをくれる日」     |                                                | 坂本龍一                                       | 1:28  |
| 7.        | 「A TRIBUTE TO N.J.P.」          |                                                | 坂本龍一                                       | 2:25  |
| 8.        | 「DEAR LIZ」                     |                                                | 坂本龍一                                       | 3:54  |
| 9.        | 「THATNESS AND THERENESS」       | 後藤美孝                                       | 坂本龍一                                       | 3:45  |
| 10.       | 「MERRY CHRISTMAS MR. LAWRENCE」 |                                                | 坂本龍一                                       | 4:20  |
| 11.       | 「BEHIND THE MASK」              | マイケル・ジャクソン 坂本龍一 クリス・モズデル | マイケル・ジャクソン 坂本龍一 クリス・モズデル | 4:13  |
| 12.       | 「FIELD WORK」                   | 坂本龍一 トーマス・ドルビー                    | 坂本龍一 トーマス・ドルビー                    | 4:23  |
| 13.       | 「ONGAKU」                       | 坂本龍一                                       | 坂本龍一                                       | 4:21  |
| 14.       | 「黄土高原」                     |                                                | 坂本龍一                                       | 5:16  |
| 15.       | 「SELF PORTRAIT」                |                                                | 坂本龍一                                       | 4:29  |
| 16.       | 「EX-JAZZ」                      |                                                | 坂本龍一                                       | 2:09  |
| 17.       | 「PAROLIBRE〜ETUDE」             |                                                | 坂本龍一                                       | 7:17  |
| 合計時間: | 合計時間:                        | 合計時間:                                      | 合計時間:                                      | 71:58 |

### 楽曲解説

#### A面
1. G.T.
  - 原曲は、シングル『G.T.』（1986年）に収録されている。
2. BALLET MECANIQUE
  - 原曲は、アルバム『未来派野郎』（1986年）に収録されている。
3. STEPPIN' INTO ASIA
  - 原曲は、シングル『ステッピン・イントゥ・エイジア』（1985年）に収録されている。
  - 原曲ラップはタイ語であるが、このヴァージョンでは英語で歌われている。
4. SLEEP ON MY BABY
  - 原曲は、坂本龍一&カクトウギ・セッション名義のアルバム『サマー・ナーヴス』（1979年）に収録されている。

#### B面
1. BEHIND THE MASK
  - 原曲は、YMOのアルバム『ソリッド・ステイト・サヴァイヴァー』（1979年）に収録されている。
  - このヴァージョンではマイケル・ジャクソンが作詞されたものが披露された。
2. FIELD WORK
  - 原曲は、坂本龍一 featuring トーマス・ドルビー名義のシングル『フィールドワーク』（1985年）に収録されている。
3. ONGAKU
  - 原曲は、YMOのアルバム『浮気なぼくら』（1983年）に収録されている。
4. 黄土高原
  - 原曲は、アルバム『未来派野郎』（1986年）に収録されている。
  - オリジナルはバッキングフレーズを人間が再現するのが困難だったため、当初坂本はライブでの演奏を断念していたが、キーボードのロビー・キルゴアが簡単なフレーズを考え出したものが採用された。
5. SELF PORTRAIT
  - 原曲は、アルバム『音楽図鑑』（1984年）に収録されている。

#### C面
1. GYMNOPEDIES
  - フランスの作曲家であるエリック・サティが1888年に作曲した「ジムノペディ 第1番」のカヴァー。
  - アルバムに収録されているテイクはスタジオ録音となっている。
2. ゴリラがバナナをくれる日
  - 原曲は、1979年にパルコのCMソングとして使用されていたもの[2]。コンピレーション・アルバム『CM/TV』（2002年）に「PARCO-フェイ・ダナウェイ『アニマル』」というタイトルで収録された。
  - 俳優の稲垣吾郎が、坂本の楽曲の中で好きな楽曲のひとつとしてこの楽曲を挙げており、稲垣が坂本のアルバムで最初に買った作品が、ベスト・アルバム『OPERA』（1993年）で「この曲は理由なく好きです。やっぱりピアノの音が好きだからかな」とコメントしている[2]。
3. A TRIBUTE TO N.J.P.
  - 原曲は、アルバム『音楽図鑑』（1984年）に収録されている。
4. DEAR LIZ
  - 原曲は、サントリー『オールド』のCMソングとして使用されていたもの。コンピレーション・アルバム『CM/TV』（2002年）に「サントリー・ウィスキー『オールド』「DEAR LIZ-Strings Version」」というタイトルで収録された。
5. THATNESS AND THERENESS
  - 原曲は、アルバム『B-2ユニット』（1980年）に収録されている。
  - オリジナルとはアレンジが異なり、キーも変更している。
6. MERRY CHRISTMAS MR. LAWRENCE
  - 原曲は、サウンドトラック『戦場のメリークリスマス』（1983年）に収録されている。

#### D面
1. EX-JAZZ
  - 原曲は、1985年に行われた『つくば万博』にて、庄野晴彦と原田大三郎を中心に結成したビデオ・パフォーマンス・ユニットのRADICAL TVとのコラボレーションライヴ『TV-WAR』[3]のエンディングにて披露された「War」のリメイクヴァージョン。
2. PAROLIBRE〜ETUDE
  - 「PAROLIBRE」の原曲は、アルバム『未来派野郎』（1986年）、「ETUDE」原曲は、アルバム『音楽図鑑』（1984年）にそれぞれ収録されている。

### リリース履歴
| No. | 日付          | 国名 | レーベル      | 規格       | 規格品番   | 備考   |
| --- | ------------- | ---- | ------------- | ---------- | ---------- | ------ |
| 1   | 1986年9月21日 | 日本 | MIDI / SCHOOL | LPレコード | MIL-4001/2 | 2枚組  |
| 1   | 1986年9月21日 | 日本 | MIDI / SCHOOL | CT         | MIT-4001   | 2本組  |
| 1   | 1986年9月21日 | 日本 | MIDI / SCHOOL | CD         | MID-4001   |        |
| 2   | 1993年9月21日 | 日本 | MIDI / SCHOOL | CD         | MDCL-1246  | 再発盤 |